# تشارلز ستافورد دونكان
تشارلز ستافورد دونكان (بالإنجليزية: Charles Stafford Duncan)‏ هو رسام أمريكي، ولد في 1892 في هتشنسون في الولايات المتحدة، وتوفي في 1952 في نيويورك في الولايات المتحدة.